# Glunzbusch
Glunzbusch ist ein bewohnter Gemeindeteil der Gemeinde Bestensee im Landkreis Dahme-Spreewald in Brandenburg.

## Geografische Lage

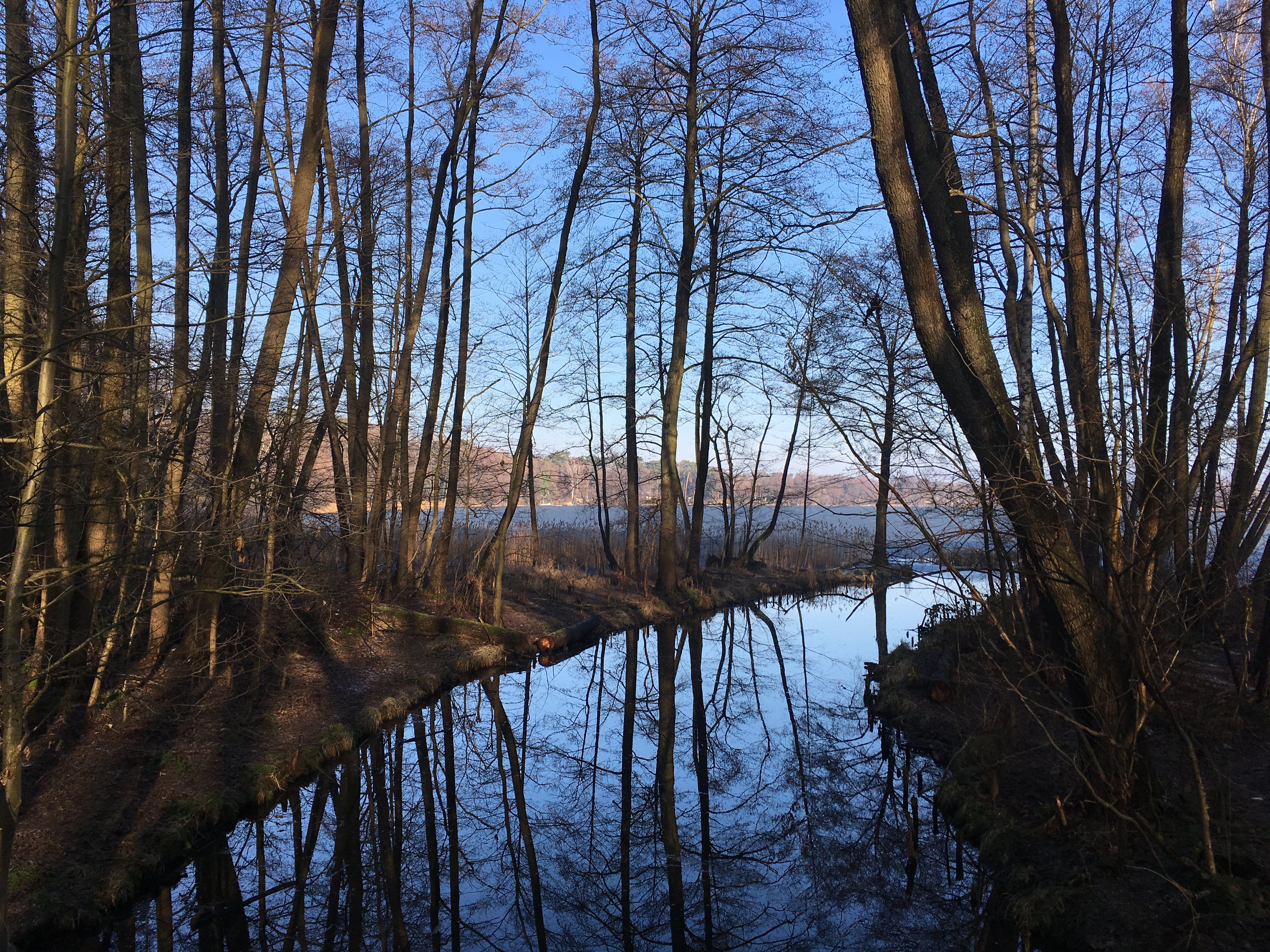
Glunze bei Glunzbusch

Der Gemeindeteil liegt rund 1,5 km nordöstlich des Gemeindezentrums. Westlich befindet sich der Gemeindeteil Groß Besten; nördlich liegt Körbiskrug, ein Gemeindeteil von Zeesen (zu Königs Wusterhausen). Von dort führt die Bundesstraße 179 in südöstlicher Richtung an Gemeindeteil vorbei. Sie trifft südöstlich auf die Bundesstraße 246, die vom Gemeindezentrum aus südlich an Glunzbusch vorbeiführt. Wiederum südlich der B 256 liegt der Pätzer Vordersee. Zwischen ihm und dem nördlich gelegenen Todnitzsee besteht eine Verbindung, die als Pätzer Gewässer oder Glunze bezeichnet wird.

## Geschichte
In den Karten des Deutschen Reiches (1902–1948) ist noch keine Wohnbebauung erkennbar. Doch sind vereinzelt erste Häuser um 1930 entstanden. Hier wurden im Krieg Kinder aus Berlin untergebracht. Durch Bomben wurden Häuser beschädigt, die runden Krater sind heute noch im Glunzmoor zu sehen. Die großflächige Erschließung als Wohngebiet hat in der Zeit der DDR stattgefunden. Es sind im vorderen Teil Plattenbauten für die Garnisonstruppen errichtet worden.